# Aeroporto Internazionale Arturo Merino Benítez
L'Aeroporto Internazionale Arturo Merino Benítez (IATA: SCL, ICAO: SCEL), conosciuto anche come Aeroporto Internazionale di Santiago, o Aeroporto di Pudahuel, è un aeroporto intercontinentale situato nel comune di Pudahuel, 15 km (9,3 miglia) a Nord-Ovest del centro di Santiago del Cile. È il più grande aeroporto del Cile, il principale punto d'entrata nel paese, ed il sesto maggior aeroporto in America Latina per flusso di passeggeri. SCL è il punto di partenza ed arrivo per voli diretti in Europa, Oceania, Asia e le Americhe. Ha servito 24.630.742 passeggeri nel 2019.
L'aeroporto è di proprietà dello Stato Cileno ed amministrato da ottobre 2016 dal consorzio franco-italiano Nuevo Pudahuel, proprietà di Aéroports de Paris, Vinci Airports ed Astaldi. Il controllo del traffico aereo è gestito dalla DGAC (Dirección General de Aeronáutica Civil-Cile). La sua categoria ICAO è 4E. Inoltre, è il hub principale ed il centro di manutenzione per LATAM Airlines e Sky Airline. LATAM Airlines e le sue sussidiarie realizzano circa l'80% delle operazioni dell'aeroporto.
L'aeroporto oltre ad essere aperto al traffico commerciale svolge anche funzioni in ambito militare. È sede del quartier generale della Seconda Brigata Aerea della Fuerza Aérea de Chile, l'aeronautica militare cilena, dove sono basati il Grupo de Aviación Nº9 e Nº10, l'Escuadrilla de Alarma Temprana, il Servicio Aerofotogramétrico (SAF) e l'Escuadrilla Presidencial (Servizio di trasporto aereo del Presidente della Repubblica del Cile).. La FIDAE (Fiera Internazionale dell'Aeronautica e lo Spazio), la più importante fiera aerospaziale dell'emisfero Sud ed una tra le tre maggiori a livello mondiale, ha sede ogni due anni nella sezione militare dell'aeroporto.
Data la sua posizione geografica, è l'aeroporto più distante servito da varie compagnie aeree europee come Air France, Iberia, KLM e British Airways in voli non-stop dagli aeroporti di Parigi-Charles de Gaulle, Madrid-Barajas, Amsterdam-Schiphol e Londra-Heathrow rispettivamente. L'aeroporto Internazionale di Santiago è anche il principale punto di connessione tra l'America Latina e l'Oceania, con voli verso Isola di Pasqua, Papeete (Polinesia Francese), Melbourne, Sydney ed Auckland. Il volo diretto QF27 operato da Qantas tra Sydney e Santiago, in Boeing 787-9 e precedentemente in Boeing 747-400ER, copre la più lunga tratta volata su mare aperto (11.340 km).

## Storia
È stato inaugurato ufficialmente il 9 febbraio 1967, inizialmente col nome Aeropuerto Internacional de Pudahuel (Aeroporto Internazionale di Pudahuel), dal comune dove si localizza. Ha sostituito il precedente aeroporto di Los Cerrillos (Codice ICAO: SCTI; Codice IATA: ULC).
È stato ribattezzato il 19 marzo 1980 in onore del fondatore dell'Aeronautica Militare cilena e della LAN Airlines: Commodoro Aeronautico Arturo Merino Benítez.
L'impianto è stato ampliato nel 1994 con un nuovo terminal internazionale che copre 90.000 metri quadrati, ispirato nell'architettura dell'aeroporto di Marsiglia-Provence, Francia. L'edificio si trova tra le due piste d'atterraggio. Questa espansione ha aggiunto una nuova torre di controllo, jetways, una zona duty-free, hotel e parcheggi. L'antico terminal è stato utilizzato per i voli nazionali fino al 2001, quando tutte le operazioni di passeggeri sono state fuse nello stesso edificio. Negli anni successivi, espansioni minori hanno avuto luogo, come l'inclusione di jetways aggiuntivi.
Tra il 2000 e il 2020 divenne il secondo hub dell'alleanza globale Oneworld nell'emisfero meridionale (dopo l'Aeroporto Internazionale di Sydney-Kingsford Smith), quando LAN Airlines ne diventò membro.
L'edificio che ospita i terminal per passeggeri ha riportato danni in seguito al terremoto della notte del 27 febbraio 2010, per questo è stata decisa la chiusura alle operazioni di voli commerciali per ben 72 ore.
Le piste d'atterraggio e la torre di controllo non hanno riportato danni, potendo avviare immediatamente un massiccio ponte aereo verso le zone più colpite dal terremoto e conseguente tsunami.
Nel 2011, la IATA conferì all'aeroporto e alla DGAC (Direzione Generale di Aeronautica Civile del Cile) l'Exceptional Recognition Award per gli sforzi posteriori al terremoto di febbraio 2010 che ristabilirono in tempo eccezionale i servizi dell'aeroporto senza conseguenti oneri per i passeggeri e per le compagnie aeree. "Sia aeroporto e servizi di navigazione aerea sono stati ripristinati rapidamente senza alcun impatto sui tassi o degli oneri per i passeggeri e compagnie aeree. DGAC Cile e SCL sono ampiamente riconosciuti come leader in America Latina per efficienza, qualità e attenzione al cliente"
Nel mese di giugno 2011 l'aeroporto internazionale di Santiago ha ricevuto il premio Air Cargo Excellence, come il miglior aeroporto per carico merce dell'America Latina.

## Progetto di espansione
Nel 2008, il terminal dell'aeroporto ha raggiunto la capacità massima annua di 9,5 milioni di passeggeri, 2 anni in anticipo dal previsto. Questo stretto scenario significa un degrado complessivo nei servizi aeroportuali, in particolare nella zona di polizia di frontiera, aree check-in e ritiro bagagli, dove le code sono frequenti in alcune ore all'inizio e fine della giornata.
Per questo motivo, e con le riparazioni necessarie dopo il terremoto di febbraio 2010, il Ministero dei Lavori Pubblici cileno informò che chiamerà in appalto nel 2012 l'espansione e la gestione dell'aeroporto, 2 anni prima della fine del contratto con l'attuale operatore.
Il ministero ha deciso di realizzare un intero nuovo master plan aeroportuale, invece di un ampliamento del singolo edificio terminal passeggeri, come inizialmente proposto dal gestore attuale. Gli studi di fattibilità di questo piano avranno un costo di 4,56 miliardi di pesos cileni (9,4 milioni di dollari) considerati nel bilancio fiscale del 2011. Per questo nuovo piano, il governo ha assunto i servizi di consulenza di Aéroports de Paris Ingenierie (ADP-I), il ramo tecnico, d'ingegneria ed architettura della società aeroportuale francese.
L'espansione tiene in conto una crescita della capacità a 34 milioni di passeggeri annui per il 2034 e 50 milioni di passeggeri entro il 2045. Tale piano prenderà in considerazione nuovi terminal passeggeri distaccati per voli internazionali e domestici, ulteriori aree commerciali e la costruzione di un treno leggero che collegherà l'aeroporto con la rete della Metropolitana di Santiago.

## Servizi

### Hotel
- Holiday Inn Hotels ha terminato nel luglio 2007 la costruzione di un edificio a 5 piani, collegato internamente a entrambi i terminal (nazionale e internazionale), con posti auto privati e servizi speciali per i passeggeri e gli ospiti. L'hotel dispone di 112 camere, ristoranti, bar, servizio in camera, una sala conferenze per 170 persone, palestra, piscina coperta, idromassaggio e connessione internet wifi.
- Hotel Diego de Almagro si trova a 2 km di fuori della zona aeroportuale.

### Shopping
L'aeroporto internazionale di Santiago ha quattro aree duty-free che offrono una vasta gamma di prodotti. Esse sono amministrate dal gestore spagnolo Aldeasa duty-free. Uno di loro si trova subito dopo il controllo della polizia di frontiera alle partenze, mentre un altro si trova prima della zona ritiro bagagli.
Negozi di souvenir, gioielleria, artigianato cileno e Botteghe del Vino, musica e accessori, sono disponibili in oltre 70 punti vendita.

### Ristoranti
L'Aeroporto Internazionale di Santiago dispone di 21 rinomati ristoranti, caffetterie e bar, situati nelle zone pubbliche e nei saloni VIP nazionali ed internazionali alle partenze. Franchising internazionali includono Starbucks Coffee, Ruby Tuesday (ristorante), Boost & Juice, Caffriccio e Dunkin' Donuts.

### Servizi VIP e frequent-flyer
Servizi VIP sono offerti in entrambi i terminal. Nel terminal internazionale, gli operatori sono: LATAM Airlines, American Airlines (Admirals Club), e l'alleanza SkyTeam (Delta Air Lines Sky Club), Avianca (Star Alliance) in aggiunta ai saloni non affiliati, come ad esempio i Pacific Club.
LATAM Airlines amministra un'area check-in speciale nella parte occidentale della zona partenze (secondo piano) per i VIP, Business Class e Prima Classe, viaggiatori frequenti di livelli Sapphire ed Emerald dell'alleanza OneWorld.

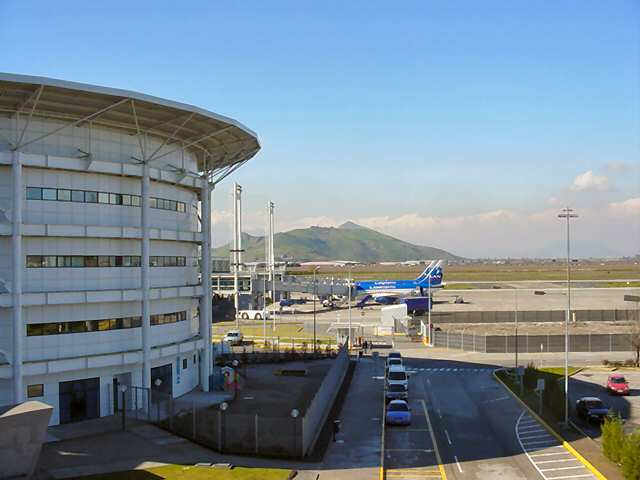
Terminal passeggeri voli nazionali

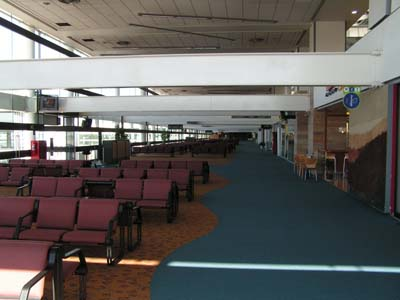
Terminal Voli Nazionali